# Kościół Świętych Apostołów Piotra i Pawła w Jeleniej Górze
Kościół Świętych Apostołów Piotra i Pawła w Jeleniej Górze - wzmiankowany w 1318 roku, obecny był wzniesiony w latach 1646–1681, przebudowany w XVIII wieku, restaurowany w XIX wieku i XX wieku. Późnogotycki, inkastelowany (mury obronne). Murowany, na rzucie prostokąta,  salowy, o wnętrzu przykrytym trzyprzęsłowym sklepieniem kolebkowym z lunetami, z wieżą dostawioną od zachodu i kruchtą od południa, nakryty dachem dwuspadowym i cebulastym hełmem z latarnią na wieży. Wyposażenie barokowe: ołtarz główny, Ołtarze boczne, ambona, chrzcielnica, drewniane rzeźby. Obecnie katolicki parafialny (od 1946). Mieści się w dzielnicy Maciejowa, przy ulicy Wrocławskiej.

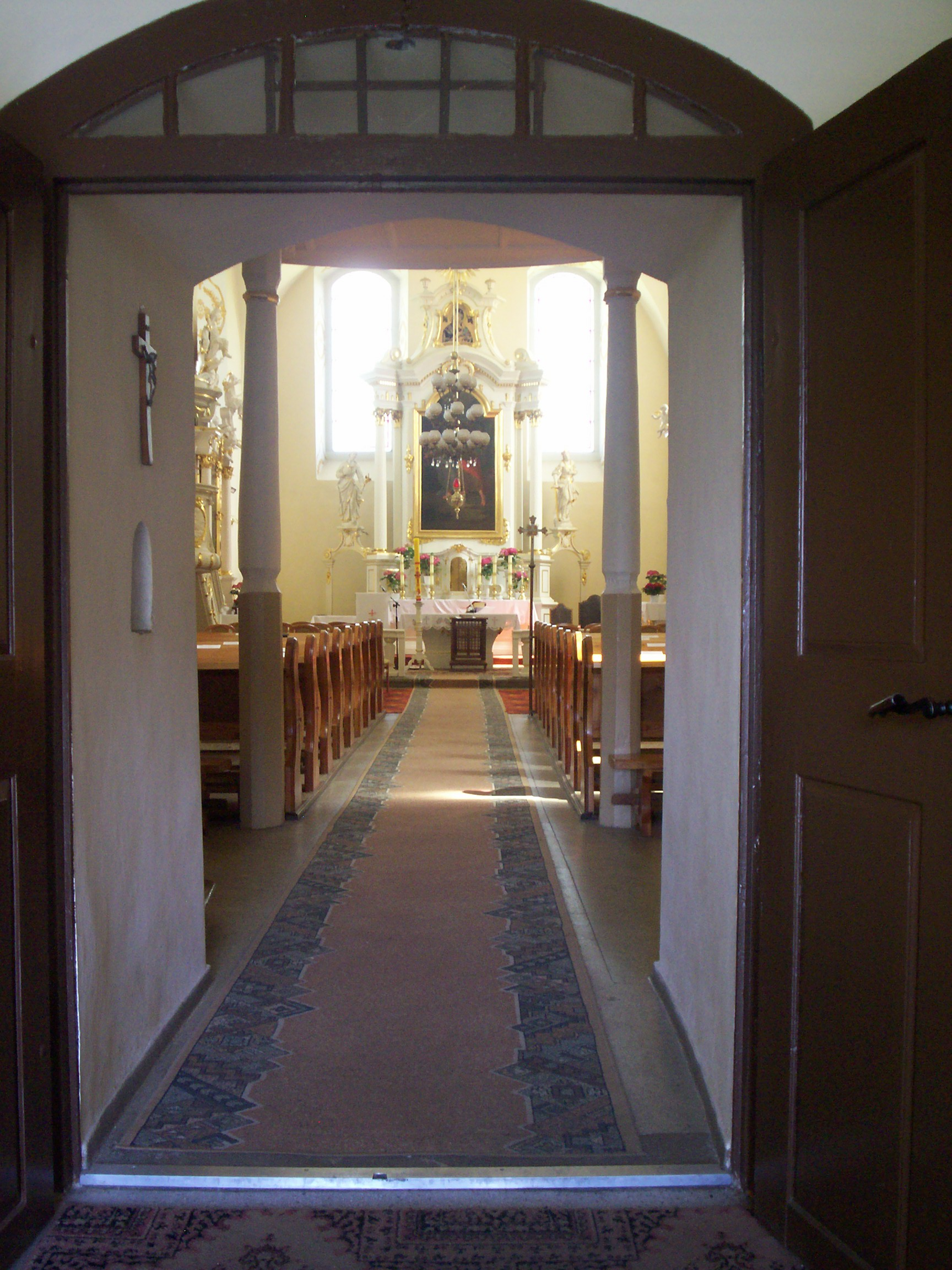
Wnętrze kościoła